# نولان كاسبر
نولان كاسبر (بالإنجليزية: Nolan Kasper)‏ هو متزحلق جبال الألب أمريكي، ولد في 27 مارس 1989 في موريستاون في الولايات المتحدة.

## وصلات خارجية
- نولان كاسبر على موقع الاتحاد الدولي للتزلج (التزلج على المنحدرات الثلجية) (الإنجليزية)
- نولان كاسبر على موقع اللجنة الأولمبية الدولية (الإنجليزية)
- نولان كاسبر على موقع أوليمبيديا (الإنجليزية)
- نولان كاسبر على موقع اللجنة الأولمبية والبارالمبية الأمريكية (الإنجليزية)